# Ser El Condado
SER El Condado fue la emisora de radio asociada que la Cadena SER tenía en la ciudad de Santisteban del Puerto (Jaén) (España), dando cobertura a las comarcas de El Condado y Sierra de Segura, su sede se encuentra en la Avda. de Andalucía, 65. Sus coordenadas de situación son las siguientes: 38°15′02″N 3°12′17″O / 38.25056, -3.20472.
SER El Condado era propiedad la empresa Radio Jaén, S.L. , siendo la titular de las emisoras en la capital de las emisoras del Grupo Prisa, estando asociada a la Cadena Ser. 
La Cadena Ser, de la que SER El Condado formó parte como emisora asociada , pertenece a Unión Radio, la compañía que agrupa los activos radiofónicos del Grupo Prisa (entre los que se encuentran también las radiofórmulas Los 40, Los 40 Classic, Cadena Dial, Los 40 Dance y Radiolé).

## Historia
La emisora inició emisiones el 1 de marzo de 2006 como SER El Condado y emitiendo en la frecuencia 91.6 FM, aunque tiempo después empezó a reemitir la programación de Los 40, adquiriendo el distintivo "40 Jaén Norte".
La cadena, ya como SER Condado-40 Jaén Norte; tuvo que cambiar su frecuencia de emisión al 89.5 FM en verano de 2008, pues esa frecuencia estaba reservada a RTVA para que la emisión de "Radio Andalucía Información" para Jaén, desde el pico Almadén.
Finalmente, SER El Condado cerraría en 2013, apostando por Los 40 Jaén Norte, que es la emisora que sigue emitiendo actualmente a través de la frecuencia 89.5 FM.

## Frecuencias
Desde las comarcas de El Condado y Sierra de Segura se pueden sintonizar las siguientes frecuencias de emisoras del grupo Radio Jaén: 
- Radio Jaén Cadena SER: 100.0 FM y 1026 AM
- Los 40 Jaén: 89.5 FM.
- Los 40 Jaén Norte: 89.5 FM
- Cadena Dial Jaén: 98.9 FM
- Radiolé Segura: 90.3 FM
- Los 40 Classic Jaén: 95.3 FM

## Audiencia
En 2010 la Cadena SER, de la que SER El Condado formaba parte hasta entonces, es líder de audiencias de radio en España, con 4.700.000 oyentes diarios de lunes a viernes según los resultados del EGM correspondiente al primer trimestre de 2010. El segundo lugar lo ocupa Onda Cero, con 2.310.000 oyentes, le siguen RNE, con 1.388.000 oyentes, la COPE, con 1.251.000 oyentes y Punto Radio con 629.000 oyentes.

## Programación

### Programación nacional
SER El Condado emite en cadena con el resto de emisoras de la Cadena SER la programación nacional que se realiza en los estudios de Radio Madrid, excepto los programas "La Ventana" y "Si amanece nos vamos" que se realizan en los estudios de Radio Barcelona. La programación nacional más importante para la temporada 2009/2010 es la siguiente:<ref>cadenaser.com (ed.). «Propuesta de nueva programación para Cadena SER temporada 2009/2010». Archivado desde el original el 5 de marzo de 2010. Consultado el 23 de abril de 2010.
| Programa                 | Horario                    | Director/a              |
| ------------------------ | -------------------------- | ----------------------- |
| Hoy por hoy              | (L-V) 06.00-12.20          | Carles Francino         |
| Hora 14                  | (Diario)14.00-15.10        | José Antonio Marcos     |
| La Ventana               | (L-V) 16.00-19.00          | Gemma Nierga            |
| Hora 25                  | (L-V) 20.00-00.00          | Ángels Barceló          |
| El larguero              | (Diario)00.00-01.40        | José Ramón de la Morena |
| Hablar por hablar        | 01.40-04.00                | Macarena Berlín         |
| Si amanece nos vamos     | 04.00-06.00                | Roberto Sánchez         |
| Matinal SER              | Fin de semana, 07.00-08.00 | Elena Jiménez           |
| A vivir que son dos días | Fin de semana, 08.00-12.00 | Montserrat Domínguez    |
| Carrusel deportivo       | Fin de semana, 17.00-00.00 | -                       |

Durante los fines de semana se emiten varios programas de menor audiencia y con horarios variables tales como: Los toros, Ser digital, Ser consumidor, "Ser aventureros", "Milenio 3", "Punto de fuga" y "Ser Historia". Cabe destacar que cada hora se emiten boletines informativos. Los programas de mayor éxito llevan en antena varios años y son líderes de audiencia en sus tramos horarios.

### Programación local y autonómico
A nivel local y autonómico, SER El Condado emite los siguientes programas:
| Programa                          | Horario                 | Director/a             |
| Informativos locales y regionales | varios tramos diarios   | -                      |
| Hoy por Hoy. El Condado           | 12,20 a 14,00           | César García Samaniego |
| Ser Deportivos. El Condado        | 15,00 a 16.00           | Eduardo Oliver         |
| La Ventana de Andalucía (L-J)     | 19.05 a 19.57           | Fernando Pérez-Monguió |
| A vivir Andalucía                 | Matinal fines de semana | Domi del Postigo       |

## Equipo directivo
| Cargo    | Identidad              |
| -------- | ---------------------- |
| Director | Manuel Collado Requena |